# Judo under sommer-OL 2012
Judo under sommer-OL 2012 vil finde sted på ExCeL i London. Konkurrencerne finder sted mellem 28. juli og 3. august 2012. Judo konkurrencen under OL består af i alt syv vægtklasser for henholdsvis mænd og kvinder.

## Medaljeoversigt

### Mænd
| Klasse  | Guld                        | Sølv                       | Bronze                       |
| ------- | --------------------------- | -------------------------- | ---------------------------- |
| 60 kg   | Arsen Galstyan (RUS)        | Hiroaki Hiraoka (JPN)      | Felipe Kitadai (BRA)         |
| 60 kg   | Arsen Galstyan (RUS)        | Hiroaki Hiraoka (JPN)      | Rishod Sobirov (UZB)         |
| 66 kg   | Lasha Shavdatuashvili (GEO) | Miklos Ungvari (HUN)       | Masashi Ebinuma (JPN)        |
| 66 kg   | Lasha Shavdatuashvili (GEO) | Miklos Ungvari (HUN)       | Cho Jun-Ho (KOR)             |
| 73 kg   | Mansur Isaev (RUS)          | Riki Nakaya (JPN)          | Nyam-Ochir Sainjargal (MGL)  |
| 73 kg   | Mansur Isaev (RUS)          | Riki Nakaya (JPN)          | Ugo Legrand (FRA)            |
| 81 kg   | Kim Jae-Beum (KOR)          | Ole Bischof (GER)          | Tiago Camilo (BRA)           |
| 81 kg   | Kim Jae-Beum (KOR)          | Ole Bischof (GER)          | Antoine Valois-Fortier (CAN) |
| 90 kg   | Song Dae-nam (KOR)          | Asley Gonzalez (CUB)       | Ilias Iliadis (GRE)          |
| 90 kg   | Song Dae-nam (KOR)          | Asley Gonzalez (CUB)       | Masashi Nishiyama (JPN)      |
| 100 kg  | Tagir Khaibulaev (RUS)      | Tuvshinbayar Naidan (MGL)  | Dimitri Peters (GER)         |
| 100 kg  | Tagir Khaibulaev (RUS)      | Tuvshinbayar Naidan (MGL)  | Henk Grol (NED)              |
| +100 kg | Teddy Riner (FRA)           | Aleksandr Mikhailine (RUS) | Rafael Silva (BRA)           |
| +100 kg | Teddy Riner (FRA)           | Aleksandr Mikhailine (RUS) | Andreas Tölzer (GER)         |

### Kvinder
| Event  | Guld                      | Sølv                           | Bronze                                                 |
| ------ | ------------------------- | ------------------------------ | ------------------------------------------------------ |
| 48 kg  | Sarah Menezes · Brasilien | Alina Dumitru · Rumænien       | Éva Csernoviczki · Ungarn Charline Van Snick · Belgien |
| 52 kg  | An Kum-ae · Nordkorea     | Yanet Bermoy · Cuba            | Rosalba Forciniti · Italien Priscilla Gneto · Frankrig |
| 57 kg  | Kaori Matsumoto · Japan   | Corina Căprioriu · Rumænien    | Marti Malloy · USA Automne Pavia · Frankrig            |
| 63 kg  | Urška Žolnir · Slovenien  | Xu Lili · Kina                 | Yoshie Ueno · Japan Gévrise Émane · Frankrig           |
| 70 kg  | Lucie Decosse · Frankrig  | Kerstin Thiele · Tyskland      | Yuri Alvear · Colombia Edith Bosch · Holland           |
| 78 kg  | Kayla Harrison · USA      | Gemma Gibbons · Storbritannien | Audrey Tcheuméo · Frankrig Mayra Aguiar · Brasilien    |
| +78 kg | Idalys Ortiz · Cuba       | Mika Sugimoto · Japan          | Karina Bryant · Storbritannien Tong Wen · Kina         |